# EMD F59PH

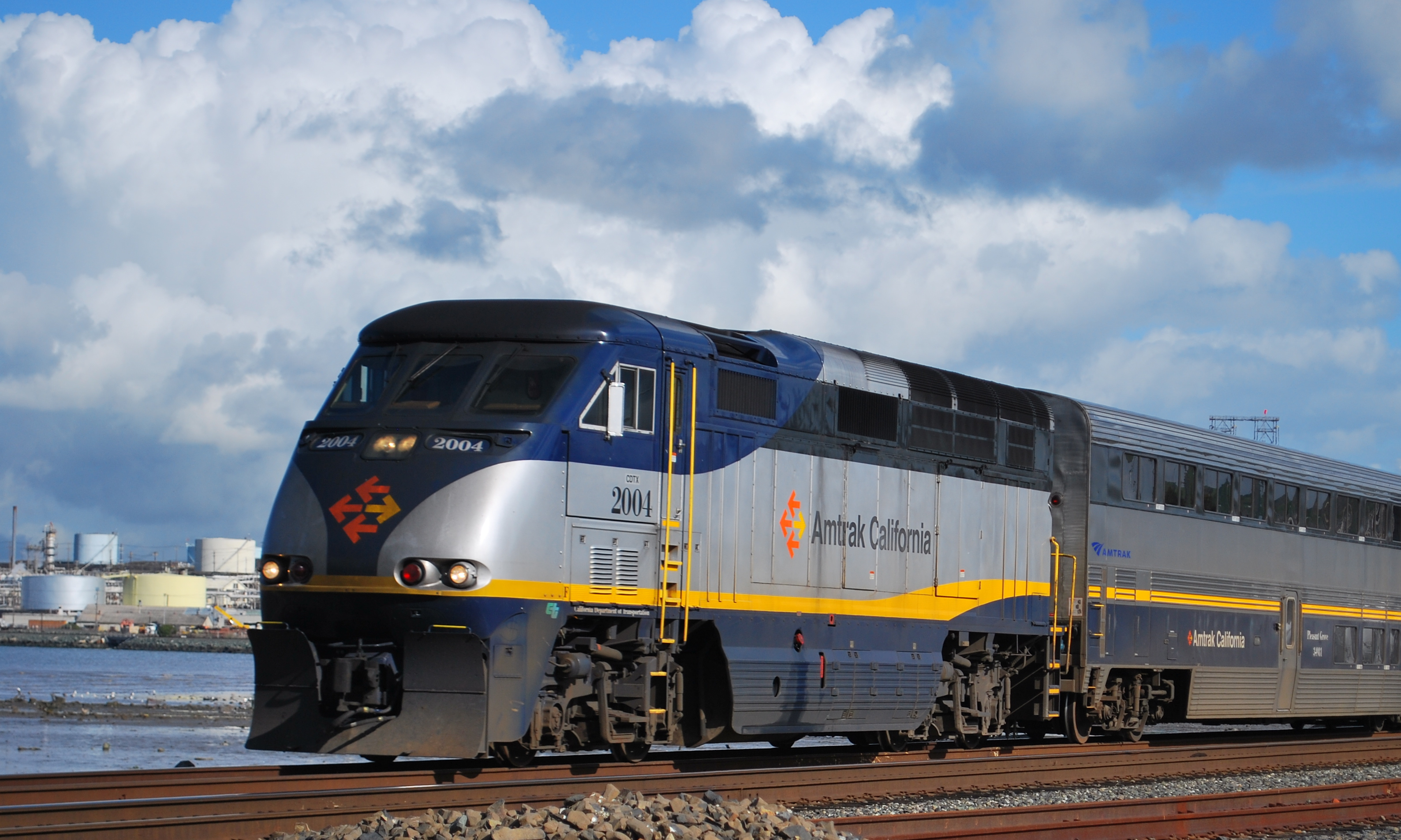
F59PHI von Amtrak California

Die EMD F59PH und F59PHI sind vierachsige dieselelektrische B-B-Lokomotiven für den nordamerikanischen Personenverkehr. General Motors Electro-Motive Division fertigte von 1988 bis 1994 die F59PH, anschließend bis 2001 die F59PHI.

## F59PH
Die F59PH wurde erstmals an GO Transit geliefert, um Pendlerzüge in der Greater Toronto Area zu befördern. Einige der 43 Loks für GO Transit wurden zwischenzeitig an andere Betriebe wie Exo oder Trinity Railway Express abgegeben. Metrolink in Südkalifornien kaufte ebenfalls F59PH-Lokomotiven für den Betriebsbeginn der Vorortzüge rund um Los Angeles im Jahr 1992.

## F59PHI
Die F59PHI ist eine Variante mit einem vollständig geschlossenen, stromlinienförmigen Rahmen und wurde für den Fernverkehr von Amtrak California entwickelt. Die ersten neun Einheiten wurden von Caltrans für den Einsatz bei Amtrak-California-Diensten gekauft und 1994 in Dienst gestellt. Es war die erste Lokomotive in den Vereinigten Staaten, die die strengeren Emissionsstandards Kaliforniens erfüllte. Wie die F59PH ist die F59PHI mit einem sekundären elektrischen Generator mit einer Nennleistung zwischen 500 und 750 kW (670 und 1010 PS) für HEP ausgestattet.
Zwei F59PHI-Lokomotiven wurden 1995 für Philip Morris Companies gebaut, um den Marlboro Unlimited zu befördern, einen speziell angefertigten Luxuszug, der die Gewinner eines Philip-Morris-Gewinnspiels durch das Land befördern sollte. Nachdem Philip Morris den Zug storniert hatte, wurden die Einheiten abgestellt und 1998 an Metrolink verkauft.
Einige Einheiten sind noch bei den ursprünglichen Eigentümern im Einsatz, während andere ausgemustert wurden. Die 21 Ex-Amtrak-Einheiten wurden 2018 an METRA für den Einsatz im Großraum Chicago verkauft.